# 사서 교사
사서 교사(teacher-librarian)는 학교 도서관의 자료와 운영에 관한 직무를 담당하는 교사이다. 대한민국에는 초중등교육법 제21조에 따른 사서 교사 자격증을 지닌 자를 말한다.

## 역할
사서 교사는 독서교육과 정보활용교육, 리터러시 개발, 도서관 관리, 다른 교사와의 협동, 교육 공동체 참여 등 도구교과로서의 역할을 수행한다.
학교의 예산, 교육과정, 교수학습방법 그리고 국가의 법률이나 재정 체제에 따라서 효과적인 도서관 서비스( 정보자원, 도서관 및 정보관리 그리고 정보교육)를 개발,운영해야한다.
제9조(독서교육 등) 교육부장관ㆍ교육감과 학교의 장은 법 제15조제1항에 따라 학교의 독서교육과 정보이용교육을 지원하기 위한 세부계획을 수립ㆍ시행할 때에는 다음 각 호의 사항을 고려하여야 한다. <개정 2013. 3. 23.>
1. 학생들의 학교도서관 이용상황
2. 학생들의 독서수준
3. 그 밖에 학생들의 독서교육과 정보이용교육을 지원하기 위하여 필요한 사항

### 그 외 역할
사서교사의 가치있는 역할은 학습자와 학습지원, 교사와 수업지원, 자원기반 교육과정 운영, 정보에 대한 접근 촉진, 물리적인 환경개선, 효과적인 도서관 서비스 개발 등 이 있다.

## 의무화
2018년 8월 14일 대한민국 정부는 학교도서관진흥법을 개정해 학교 도서관에 사서 교사 배치를 하도록 의무화시켰다.
제7조(사서교사 등) ① 법 제12조제2항에 따라 학교도서관에 두는 사서교사ㆍ실기교사나 사서(이하 “사서교사 등”이라 한다)의 정원은 학교당 1명 이상으로 한다. 다만, 국립 및 공립의 학교도서관에 두는 사서교사 및 실기교사의 총정원은 「국립의 각급 학교에 두는 공무원의 정원에 관한 규정」 별표 및 「지방교육행정기관 및 공립의 각급 학교에 두는 국가공무원의 정원에 관한 규정」 별표 2에 따른다. <개정 2012. 8. 13., 2018. 8. 21.>

## 방법
대학교 문헌정보학과에 진학하여 교직이수를 받는 방법이 일반적이다. 예외적으로 공주대학교 문헌정보교육과는 교직이수 없이 모든 학생이 사서교사 자격을 받는다. 
학부에서 교직이수를 하지 못한 경우, 학부 전공과 상관 없이 교육대학원의 문헌정보학과에 진학하면 교원 자격증을 받을 수 있다. 

## 같이 보기
- 사서
- 학교도서관